# Denis Kontošić
Denis Kontošić (Pula, 13. lipnja 1959.), hrvatski književnik i kulturni djelatnik iz Barbana. Piše na barbanskoj čakavštini (dio jugozapadnog istarskog dijalekta) i hrvatskom književnom jeziku. Do sada su mu objavljene 4 samostalne pjesničke zbirke, a neke su njegove pjesme objavljene i u 50-ak zajedničkih zbirki pjesama. Urednik je dvadesetak zbirki čakavskih pjesama istarskih pjesnika.Stručni radovi su mu objavljeni u 9 zbornika radova Znanstvenog skupa Petar Stanković u Barbanu. Od 1988. do 1998. godine autor je (pisac i govornik) humorističko-satiričkog čakavskog lika barba Mate (Radio-Pula, Radio Istra, Glas Istre). Uglazbljeno mu je nekoliko pjesama, koje izvode poznati istarski pjevači. 
Član je Društva hrvatskih književnika.

## Pjesničke zbirke
- Suncu se ubrnut, Pula: Matica hrvatska – Ogranak Pula, 1993. UDK: 886.2-087-1[5][6]
- Dih, Žminj: Čakavski sabor, 2007.[6]
- Vorihi dih, naklada autora, 2012. ISBN 978-953-57267-0-8[7]
- Sunčestok, naklada autora, 2022. ISBN 978-953-57267-1-5; 194 stranice, 10 poglavlja – ukupno 120 akcentuiranih pjesama; 8 poglavlja na barbanskoj čakavštini i 2 poglavlja na labinskoj cakavici; 2 rječnika manje poznatih riječi s ukupno 1116 riječi; tvrdi uvez

## Vanjske poveznice
- Crolist / Skupni katalog hrvatskih knjižnica: Denis Kontošić
- predstavljanje 4. samostalne pjesničke zbirke Sunčestok na HR Radio Pula, u emisiji Čakaviana, voditeljice Martine Pereša, 5. listopada 2022.
- SKUPNI KATALOG CROLIST